# Balders Träume
Als Balders Träume oder Baldrs draumar (auch Wegtamlied genannt) bezeichnet man ein Lied aus der Lieder-Edda, das nur wenige Jahrzehnte nach der Haupthandschrift des Codex Regius entstand und partiell einige Gemeinsamkeiten mit dem Thrymlied und der Weissagung der Seherin aufweist. Es setzt sich aus insgesamt 14 Strophen zusammen, von denen die ersten vier einleitende und die restlichen zehn Dialogstrophen sind.
Zur Zeit der Romantik, im 18. und 19. Jahrhundert, wurde das Lied aufgrund seiner düsteren romantischen Stimmung häufig rezipiert.

## Inhalt
Aufgrund der furchtbaren Alpträume Balders, in denen er von seinem eigenen Tod träumt, begibt sich Odin als Wegtam getarnt in die Niflhel, die unterste aller Welten, die hinter der Hel liegt und erweckt dort mithilfe seiner Zauberkräfte eine tote Seherin wieder zum Leben, um von ihr die Bedeutung der Träume Balders zu erfahren.
Unter magischem Zwang erzählt die Seherin Odin vom Tode seines Sohnes Balder, nennt dessen Mörder Höd (nicht aber dessen Anstifter Loki), sowie Balders Rächer Wali, der ein weiterer Sohn Odins ist und erkennt am Ende des Liedes, wer Wegtam in Wahrheit ist.